# Opisthotropis rugosa
Espèce
Synonymes
- Lepidognathus rugosus Lidth De Jeude, 1890

Statut de conservation UICN

 LC  : Préoccupation mineure
Opisthotropis rugosa est une espèce de serpents de la famille des Natricidae.

## Répartition
Cette espèce est endémique de Sumatra en Indonésie,.

## Description
C'est un serpent ovipare.

## Publication originale
- Lidth de Jeude, 1890 : Reptilia from the Malay Archipelago. 2. Ophidia. Zoologische Ergebnisse einer Reise in Niederländisch Ost-Indien, M. Weber, E. J. Brill, Leiden, vol. 1, p. 178-192 (texte intégral).